# كو يونغ تاي
كو يونغ تاي (بالكورية: 고영태)‏‏ (1976 في غوانغجو - ) شخصية أعمال، ومبارز بالسيف من كوريا الجنوبية.